# Olympiakos FC
Olympiakos FC, även känd som Olympiakos, Olympiakos Pireus, är fotbollssektionen av den grekiska idrottsklubben Olympiakos SFP från hamnstaden Pireus i södra Grekland. Klubben grundades 1925 och anses vara den största av klubbarna i grekisk fotbollshistoria och en av de tre klubbarna som aldrig åkt ut ur den Grekiska Superligan, tillsammans med andra storlag som Panathinaikos och PAOK.
Bland meriterna har klubben 48 ligatitlar i den Grekiska Superligan, 29 segrar i den grekiska cupen, 4 segrar i den grekiska supercupen samt en seger i den balkanska cupen, vilket är mer än något annat grekiskt lag. I europeiska sammanhang har laget ständigt figurerat i Champions League sedan säsongen 97-98. Man har tagit sig vidare från gruppspelet 3 gånger av vilka den ena till kvartsfinal mot Juventus 98-99.

Säsongen 2023/24 blev Olympiacos det första grekiska laget att vinna en europeisk titel, Uefa Conference League. Samma säsong vann klubbens U-19-lag Uefa Youth League och blev därmed det första laget att vinna två europeiska titlar under samma säsong.

## Spelare

### Spelartrupp
| 1  | Grekland | Alexandros Paschalakis     | 28 juli 1989    | PAOK (-22)      |
| 31 | Grekland | Nikolaos Botis             | 31 mars 2004    | Inter (-24)     |
| 88 | Grekland | Konstantinos Tzolakis      | 8 november 2002 | Platanias (-18) |
| 99 | Grekland | Alexandros Anagnostopoulos | 18 augusti 1994 | Kifisias (-24)  |

| 3  | Argentina | Francisco Ortega         | 19 mars 1999     | Vélez Sarsfield (-23)   |
| 4  | Frankrike | Giulian Biancone         | 31 mars 2000     | Nottingham Forest (-23) |
| 5  | Italien   | Lorenzo Pirola           | 20 februari 2002 | Salernitana (-24)       |
| 16 | Angola    | David Carmo              | 19 juli 1999     | Nottingham Forest (lån) |
| 20 | Portugal  | Costinha                 | 26 mars 2000     | Rio Ave (-24)           |
| 23 | Brasilien | Rodinei                  | 29 januari 1992  | Flamengo (-23)          |
| 30 | Grekland  | Thanasis Androutsos      | 6 maj 1997       | Olympiakos FC           |
| 45 | Grekland  | Panagiotis Retsos        | 9 augusti 1998   | Hellas Verona (-23)     |
| 65 | Grekland  | Apostolos Apostolopoulos | 11 december 2002 | Panserraikos (-20)      |
| 67 | Grekland  | Isidoros Koutsidis       | 23 december 2004 | Panserraikos (-21)      |
| 74 | Grekland  | Andreas Ntoi             | 2 februari 2003  | Olympiakos FC           |

| 8  | Nya Zeeland | Marko Stamenić       | 19 februari 2002 | Nottingham Forest (lån) |
| 14 | Spanien     | Dani García          | 24 maj 1990      | Athletic Bilbao (-24)   |
| 18 | Brasilien   | Willian              | 9 augusti 1988   | Fulham (-24)            |
| 22 | Portugal    | Chiquinho            | 19 juli 1995     | Benfica (-24)           |
| 27 | Portugal    | Sérgio Oliveira      | 2 juni 1992      | Galatasaray (-24)       |
| 29 | Grekland    | Theofanis Bakoulas   | 4 januari 2005   | Olympiakos FC           |
| 32 | Argentina   | Santiago Hezze       | 22 oktober 2001  | Huracán (-23)           |
| 64 | Grekland    | Antonis Papakanellos | 11 augusti 2005  | Olympiakos FC           |
| 96 | Grekland    | Christos Mouzakitis  | 25 december 2006 | Olympiakos FC           |
| 97 | Turkiet     | Yusuf Yazıcı         | 29 januari 1997  | Lille (-24)             |

| 9  | Marocko  | Ayoub El Kaabi        | 25 juni 1993     | Al Sadd (-23)     |
| 10 | Portugal | Gelson Martins        | 11 maj 1995      | Monaco (-24)      |
| 11 | Norge    | Kristoffer Velde      | 9 september 1999 | Lech Poznań (-24) |
| 17 | Ukraina  | Roman Jaremtjuk       | 27 november 1995 | Club Brugge (-24) |
| 19 | Grekland | Giorgos Masouras      | 1 januari 1994   | Panionios (-19)   |
| 84 | Grekland | Charalampos Kostoulas | 30 maj 2007      | Olympiakos FC     |

### Utlånade spelare
| Nr | Land     | Pos | Namn                                                       |
| -- | -------- | --- | ---------------------------------------------------------- |
|    | Albanien | MV  | Anxhelo Sina (i Rio Ave till 30 juni 2025)                 |
|    | Grekland | F   | Konstantinos Kostoulas (i Rio Ave till 30 juni 2025)       |
|    | Grekland | F   | Athanasios Koutsogoulas (i Panserraikos till 30 juni 2025) |
|    | Grekland | F   | Alexis Kalogeropoulos (i Volos till 30 juni 2025)          |
|    | Grekland | F   | Nikos Gotzamanidis (i Lamia till 30 juni 2025)             |
|    | Israel   | F   | Doron Leidner (i Zürich till 30 juni 2025)                 |
|    | England  | F   | Nelson Abbey (i Swansea City till 30 juni 2025)            |

| Nr | Land      | Pos | Namn                                          |
| -- | --------- | --- | --------------------------------------------- |
|    | Brasilien | F   | Ramon (i Cuiabá till 31 december 2024)        |
|    | Portugal  | F   | Rúben Vezo (i Eyüpspor till 30 juni 2025)     |
|    | Grekland  | MF  | Christos Liatsos (i Chania till 30 juni 2025) |
|    | Spanien   | MF  | Pep Biel (i Charlotte till 31 december 2024)  |
|    | Kroatien  | A   | Ivan Brnić (i Celje till 30 juni 2025)        |